# Moscheea lui Hassan al II-lea
Moscheea lui Hassan al II-lea este o moschee din Casablanca, Maroc. Ea deține mai multe recorduri: este cea mai mare moschee din Maroc, cea mai mare moschee din Africa, are cel mai înalt minaret din lume (h=210 metri) și este printre cele mai mari moschei din lume.

## Istorie și arhitectură
Construcția acestei moschei a început în anul 1986 din ordinul regelui Hassan al II-lea, cu scopul de a crea un monument impresionant care să scoată în evidență orașul Casablanca. Au fost angajați cei mai buni arhitecți din țară, printre care și o echipă de arhitecți francezi ce au condus proiectul, cel mai renumit fiind Michel Pinseau. Mai mult de 10.000 de constructori au lucrat la construcția ei pentru a o termina în anul 1989, când regele împlinea 60 de ani, dar nu au reușit și lucrările au continuat. Moscheea a fost oficial finalizată și inaugurată în anul 1993, chiar în ajunul aniversării nașterii Profetului Mohamed.
Moscheea lui Hassan al II-lea combină mai multe stiluri arhitectonice, fiind inspirată din construcți celebre precum Moscheea Koutoubia din Marrakech, Marea Moschee din Kairouan sau Cupola Stâncii din Ierusalim. Sala de rugăciune este atât de grandioasă încat rivalizează cu sălile din Bazilica Sfântul Petru din Roma și din Catedrala Notre-Dame din Paris. Minaretul are o înălțime de 210 metri și este cel mai înalt din lume.

## Galerie de imagini

Moscheea văzută dinspre oraş
Vedere din interior